# Crise argelina do verão de 1962
A crise do verão de 1962, por vezes chamada de "verão da discórdia" ou crise das wilayas, foi um período de distúrbios que se seguiu ao fim da Guerra da Argélia, marcado por lutas de clãs dentro da Frente de Libertação Nacional (FLN), no dia seguinte à independência da Argélia, em 5 de julho de 1962.
Duas facções reivindicavam o poder: de um lado o poder civil e o órgão que o encarna, o Governo Provisório da República Argelina (GPRA) apoiado pelas wilayas III e IV e com tendências berberes, do outro lado o poder militar através do "clã de Oujda" e seu "exército de fronteira", liderado pelo coronel Houari Boumédiène, com tendências arabistas.
Para os historiadores, a “crise do verão de 1962” foi o início da “independência confiscada” pelo “clã de Oujda”, que selou definitivamente o destino político e econômico da Argélia onde o exército sempre ocuparia um lugar central.